# Gonzalo Torrente Ballester
Gonzalo Torrente Ballester (Ferrol, 13 juni 1910 – Salamanca, 27 januari 1999) was een Spaanse hoogleraar en schrijver. Voor zijn werk ontving hij onder andere de Cervantesprijs en de Premio Nacional de Narrativa.